# 镡州
镡州，五代十国时期殷国设置的州。

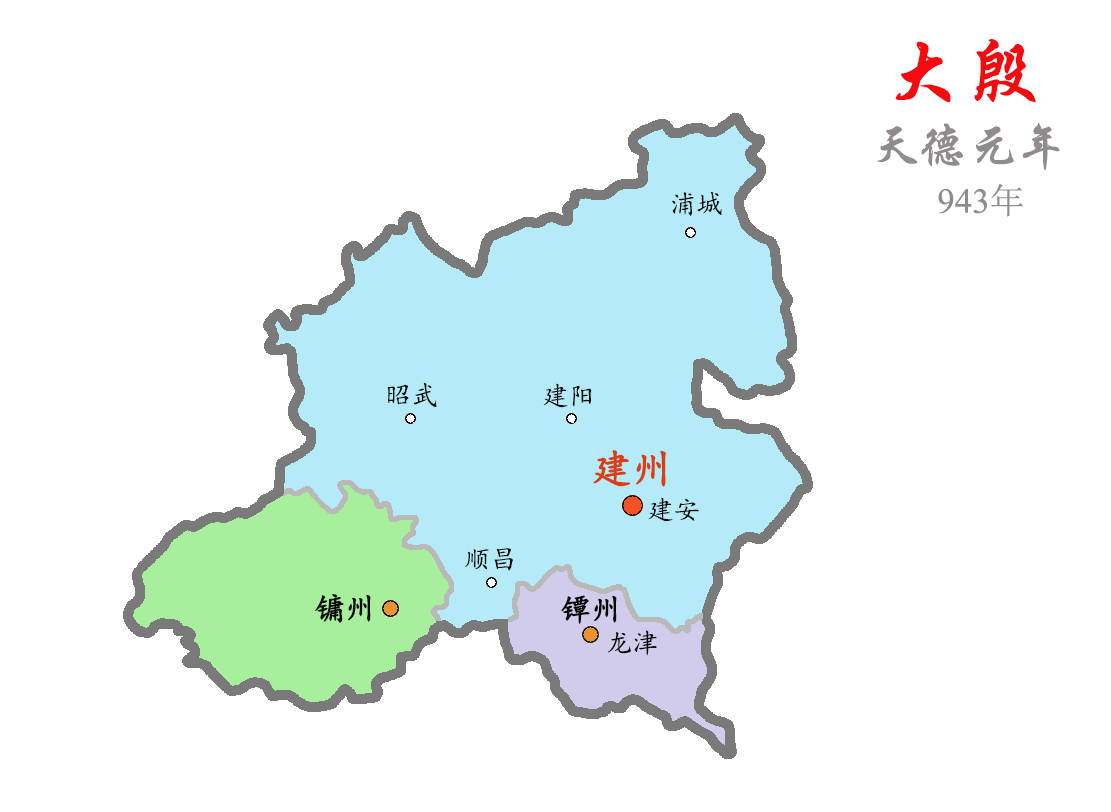
镡州

殷天德元年（943年），殷帝王延政升永平镇为龙津县。不久，又设镡州，仅辖龙津县。辖境相当今福建省南平市延平区。南唐保大四年（946年）九月，废除镡州，并析建州、汀州之地，置剑州；改龙津县为剑浦县。